# Erzbistum Utrecht (römisch-katholisch)
Das Erzbistum Utrecht (lateinisch: Archidioecesis Ultraiectensis, niederländisch: Aartsbisdom Utrecht) ist das römisch-katholische Erzbistum in den Niederlanden. Bis 1559 war das Bistum Utrecht dem Erzbistum Köln als Suffraganbistum unterstellt. Der weltliche Herrschaftsbereich der Bischöfe war das Hochstift Utrecht.

## Geschichte
Als Gründer des Bistums gilt Willibrord, der dort von 695 bis 739 erster Bischof war. Als Bischofssitz war sie von größter Bedeutung, die Stadt ist daher reich an mittelalterlichen Kirchen. 799 wurde das Bistum Utrecht dem Erzbistum Köln unterstellt.
Heinrich von der Pfalz war letzter Fürstbischof. 1528 übertrug dieser aufgrund wiederholter Unruhen und Aufstände dem Kaiser Karl V. als Herzog von Brabant und Graf von Holland die Verwaltung seines Hochstifts Utrecht. Dies bedeutete zugleich das Ende der politischen Selbstständigkeit des Stiftes Utrecht. Im Jahr 1559 wurde Utrecht im Gegenzug zum Metropolitanerzbistum erhoben; Suffraganbistümer waren zu dieser Zeit: Haarlem, ’s-Hertogenbosch, Middelburg, Deventer, Leeuwarden und Groningen.
Bereits in der Amtszeit des ersten Erzbischofs breitete sich der Calvinismus rapide aus. Mit dem Aufstand gegen das spanische Regime wurde bereits 1573 die öffentliche Ausübung katholischer Gottesdienste verboten. Später setzt der Heilige Stuhl Apostolische Vikare ein, um die katholische Gemeinschaft in den Vereinigten Niederlanden aus dem Ausland zu verwalten.
Im Jahr 1723 spaltete sich das Erzbistum Utrecht von der römisch-katholischen Kirche ab und begründete dadurch die Alt-Katholische Kirche der Niederlande.
Erst 1853 wurde Utrecht wieder Sitz eines römisch-katholischen Erzbischofs. Erster Bischof wurde Johannes Zwijsen.
In den 2000er Jahren wurden die Pfarreien zu Pfarrverbänden (parochieverbanden) fusioniert.

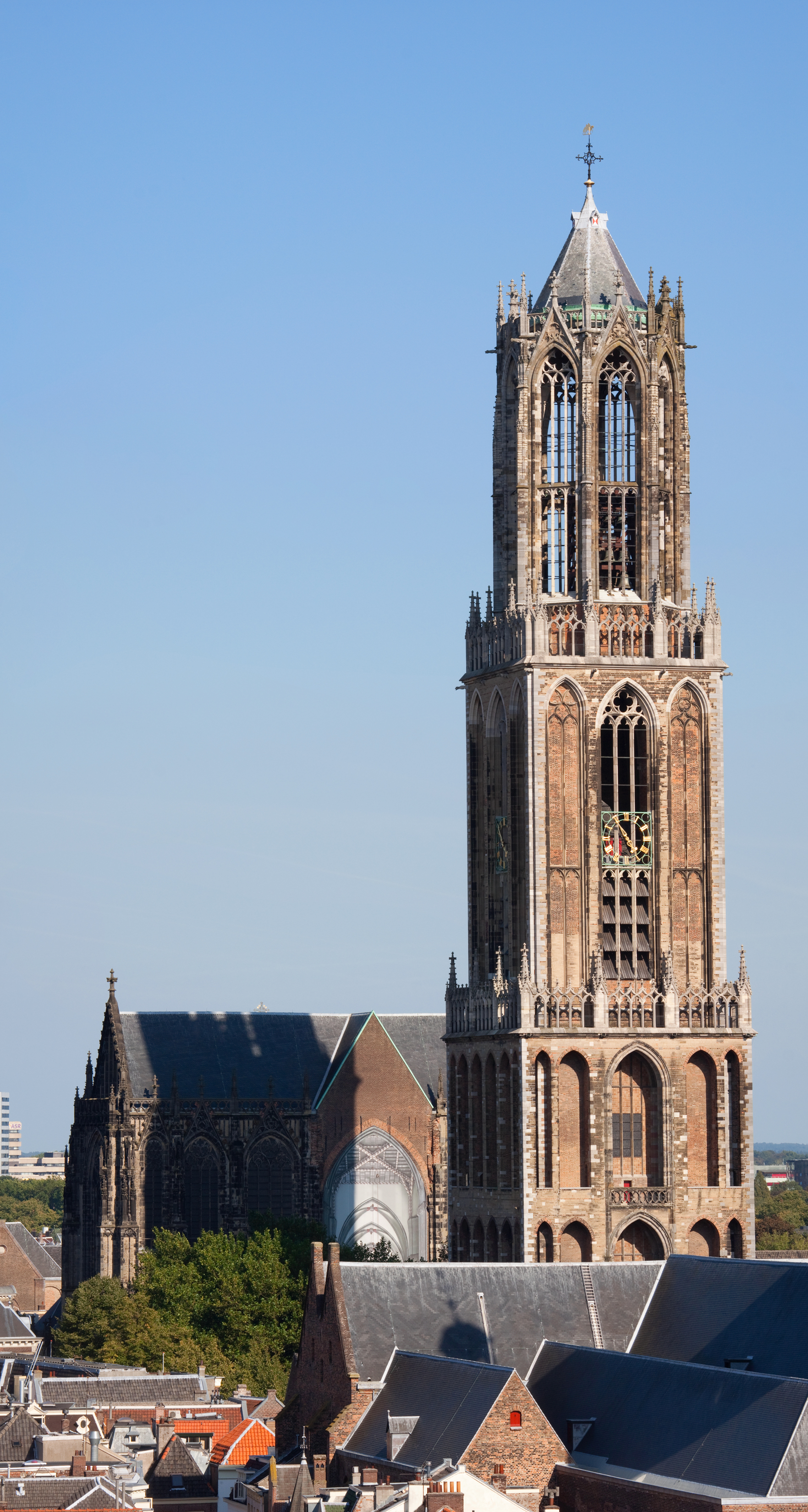
Der Utrechter Dom, ursprünglich Kathedrale des (Erz-)Bistums Utrecht
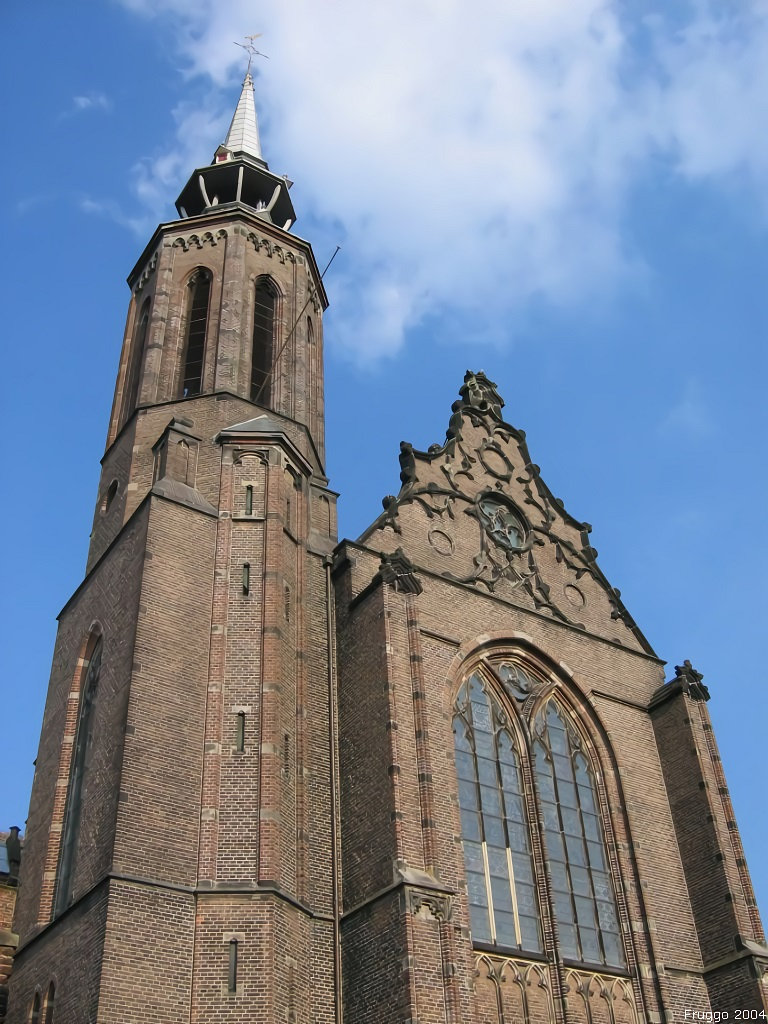
St. Katharina, Kathedrale des 1853 wiedererrichteten römisch-katholischen Erzbistums

## Bischöfe
siehe Liste der Bischöfe von Utrecht